# Pardosa palliclava
Pardosa palliclava är en spindelart som först beskrevs av Embrik Strand 1907.  Pardosa palliclava ingår i släktet Pardosa och familjen vargspindlar.
Artens utbredningsområde är Sri Lanka. Inga underarter finns listade i Catalogue of Life.